# Harm Vanhoucke
Harm Vanhoucke (Courtrai, 17 de junio de 1997) es un ciclista belga, miembro del equipo Q36.5 Pro Cycling Team.

## Palmarés
2016
- 1 etapa del Tour de Saboya
- Piccolo Giro de Lombardía

2017
- Flecha de las Ardenas
- Vuelta a Navarra, más 1 etapa[1]

2023
- 1 etapa de la Vuelta a Bohemia Meridional

## Resultados en Grandes Vueltas
| Carrera | Carrera         | 2019  | 2020 | 2021  | 2022 | 2023 | 2024  |
| ------- | --------------- | ----- | ---- | ----- | ---- | ---- | ----- |
|         | Giro de Italia  | —     | 60.º | 86.º  | Ab.  | Ab.  | —     |
|         | Tour de Francia | —     | —    | —     | —    | —    | 130.º |
|         | Vuelta a España | 115.º | —    | 115.º | —    | —    | —     |

—: no participa

Ab.: abandono